# 王虎屯乡
王虎屯乡，是中华人民共和国河北省张家口怀安县下辖的一个乡镇级行政单位。

## 行政区划
王虎屯乡下辖以下地区：
王虎屯村、涌泉堡村、陈家窑村、枳儿岭村、黄家庄村、史家庄村、北李家庄村、旧堡村、李信屯村、阎家沟村、团山村、西黄家窑村、西李家窑村、中所堡村、七家辛窑村、榆林屯村、油房滩村、下王屯村、暖店村、寺沟村、塔岩寺村、刘家洞村、井沟村、白玉庄村、南李家庄村和魏家山村。